# Andrés de Irujo
Andrés María de Irujo Ollo (Estella, Navarra, España, 29 de noviembre de 1907- Buenos Aires, Argentina, 29 de septiembre de 1993) fue un político español.
Es hijo del abogado Daniel Irujo Urra, pionero del nacionalismo vasco en Navarra y defensor de Sabino Arana y hermano de Manuel de Irujo y Pello Irujo.
Estudió bachiller en Lecároz, a los 16 años se afilió en el Partido Nacionalista Vasco y fue colaborador en La Voz de Navarra. Siguió sus estudios de derecho en Deusto y Madrid.
Fue uno de los firmantes del "Manifiesto republicano" del Ateneo de Madrid que estaba encabezado por Manuel Azaña. 
Cuando comenzó la guerra civil española se trasladó a San Sebastián y fue nombrado comisario de Gobernación en la Junta de Defensa y participó reorganizando la Brigada de Orden Público donde se encargó de la custodia de las prisiones de Ondarreta y Kursaal, evitando ejecuciones arbitrarias. Supervisó la ordenada evacuación de San Sebastián ante la entrada de las columnas nacionales.
En 1937 cuando su hermano Manuel fue ministro de Justicia, él estuvo como secretario del ministerio.
Se exilió inicialmente a Francia y fue representante allí del Gobierno Vasco. Cuando la ocupación alemana en la Segunda Guerra Mundial partió hacia Argentina.
En 1942 funda con Isaac López Mendizábal, en Buenos Aires, la Editorial Ekin que publicará, hasta nuestros días, importantes aportaciones a la historiografía vasca. También participó en la fundación del Instituto Americano de Estudios Vascos y Eusko Kultur Etxea - Casa de la Cultura Vasca.